# 브뤼셀 조약
브뤼셀 조약(Brussels Treaty)은 1948년 3월 브뤼셀에서 영국·프랑스·벨기에·룩셈부르크·네덜란드 5국이 지역적 집단안전보장기구 설립을 목적으로 체결한 조약으로 '서유럽 연합(WEU)'의 기원이 되었다. 정식명칭은 '경제적·사회적·문화적 협력 및 집단적 지위를 위한 조약'이며 체약국 1국 또는 다수 국가에 가해지는 무력공격에 대해 체약국 전체가 공동으로 대처(군사 또는 기타 원조)하는 것을 골자로 하고 있다. 독일의 침략정책 부활을 억제하기 위함이라는 표면상의 명분과는 달리 동구권 공산화의 파급을 견제하려는 데 목적이 있었다. 그 후 북대서양 조약이 체결되자 일시 그 의의가 퇴색되었다가, 유럽방위공동조약을 프랑스 의회가 비준 거부함으로써 다시 강화되었다. 그 결과로 1954년 12월 서독·이탈리아가 추가된 파리 협정이 체결되었으며, 동조약에 의해 1955년 5월 브뤼셀 조약기구가 설립되었다.

## 같이 보기
- 서유럽 연합
- 북대서양 조약 기구
- 유럽 방위 공동체

|                   |                      |                                      |                              |                            |                                  |                                  |                      |                |                  |
| 1948 브뤼셀 조약  | 1952 파리 조약       | 1958 로마 조약                       | 1967 합병 조약               | 1987 단일 유럽 의정서      | 1993 마스트리흐트 조약 (EU 설립) | 1993 마스트리흐트 조약 (EU 설립) | 1999 암스테르담 조약 | 2003 니스 조약 | 2009 리스본 조약 |
|                   |                      |                                      | 유럽 원자력 공동체 (EURATOM) |                            |                                  |                                  |                      |                |                  |
|                   |                      | 유럽 석탄 철강 공동체 (ECSC)         | 유럽 석탄 철강 공동체 (ECSC) |                            |                                  |                                  |                      | 유럽 연합 (EU) |                  |
|                   |                      | 유럽 경제 공동체 (EEC)               | 유럽 경제 공동체 (EEC)       | → 세 개 의 기 둥 →         |                                  | 유럽 공동체 (EC)                 | 유럽 공동체 (EC)     | 유럽 연합 (EU) |                  |
|                   | ↑유럽의 공동체↑      | ↑유럽의 공동체↑                      | 사법과 국내 문제 (JHA)       | → 세 개 의 기 둥 →         |                                  | 유럽 공동체 (EC)                 | 유럽 공동체 (EC)     | 유럽 연합 (EU) |                  |
|                   |                      | 경찰 및 사법 협력에 관한 규정 (PJCC) | 사법과 국내 문제 (JHA)       | → 세 개 의 기 둥 →         |                                  |                                  |                      | 유럽 연합 (EU) |                  |
|                   | 유럽 정치 협력 (EPC) | 공동 외교 안보 정책 (CFSP)           | 공동 외교 안보 정책 (CFSP)   | 공동 외교 안보 정책 (CFSP) |                                  |                                  |                      | 유럽 연합 (EU) |                  |
|                   | 유럽 정치 협력 (EPC) |                                      |                              | → 세 개 의 기 둥 →         |                                  |                                  |                      | 유럽 연합 (EU) |                  |
| 서유럽 연합 (WEU) |                      |                                      |                              |                            |                                  |                                  |                      | 유럽 연합 (EU) |                  |
|                   |                      |                                      |                              |                            |                                  |                                  |                      |                |                  |